# Heiligenbergturm

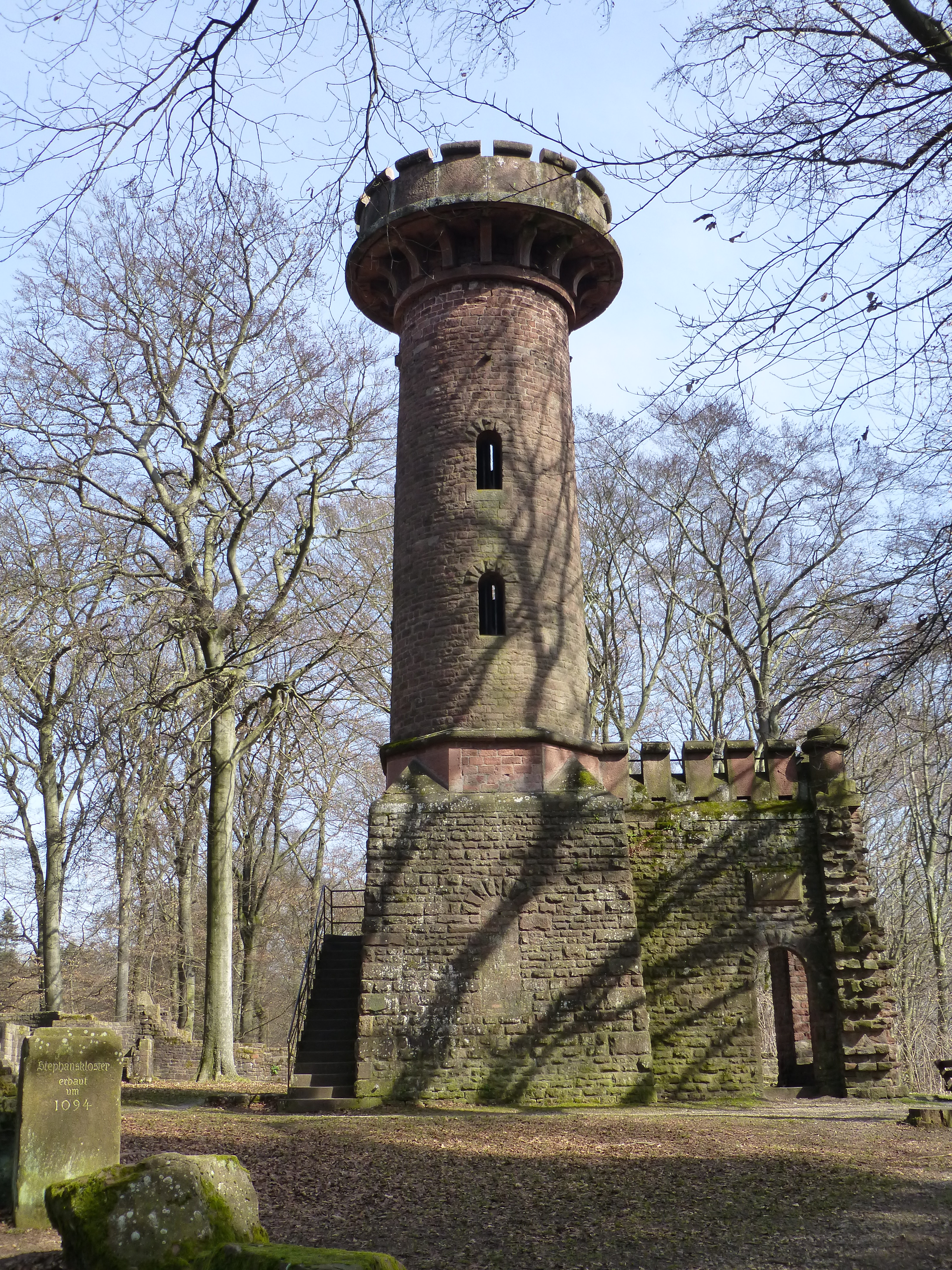
Blick von der Zufahrtsstraße ostnordostwärts zum Heiligenbergturm

Der Heiligenbergturm in Heidelberg ist ein 16,5 m hoher Aussichtsturm, der auf der rechten Neckarseite gegenüber der Heidelberger Altstadt am Rande des früheren Stephansklosters auf dem 375,5 m ü. NHN hohen Michelsberg, einem Vorgipfel des 439,9 m ü. NHN hohen Heiligenbergs steht.

## Geschichte
Auf dem Michelsberg wurde 1094 das Stephanskloster gegründet, das über die nächsten Jahrhunderte schrittweise ausgebaut, im 16. Jahrhundert jedoch aufgelöst wurde und seitdem verfiel. 1885 wurde aus den Steinen des verfallenen Klosters der Aussichtsturm errichtet. Eine am Gebäuderest neben dem Turm eingelassene Gedenktafel trägt folgende Inschrift:
1885 Errichtet an der Stelle und aus den Trümmern der Klostergebäude durch den Verschönerungsverein Neuenheim und Freunde aus der Umgebung

## Beschreibung
Der aus Buntsandsteinquadern gemauerte Turm hat im unteren Teil bis zu einer Höhe von ca. 4,5 m einen annähernd quadratischen Grundriss. Darüber erhebt er sich als Rundturm. Er hat einen nach Osten offenen Anbau mit einer Plattform in 4,6 m Höhe, zu der eine gewinkelte Steintreppe an der Außenseite des Turms hinaufführt. Auf zwei Seiten hat die Plattform eine Brüstung aus Steinzinnen ähnlich der Brüstung des Turms. Von hier gelangt man über eine Wendeltreppe im Innern des Turms zur 15,25 m hohen Aussichtsplattform, von der sich ein guter Blick ins Neckartal, auf den gegenüberliegenden Königstuhl und auf das Heidelberger Schloss bietet.   
Der Heiligenbergturm steht unmittelbar am Hauptwanderweg HW7 des Odenwaldklubs (184 km langer Weitwanderweg Odenwald-Vogesen).

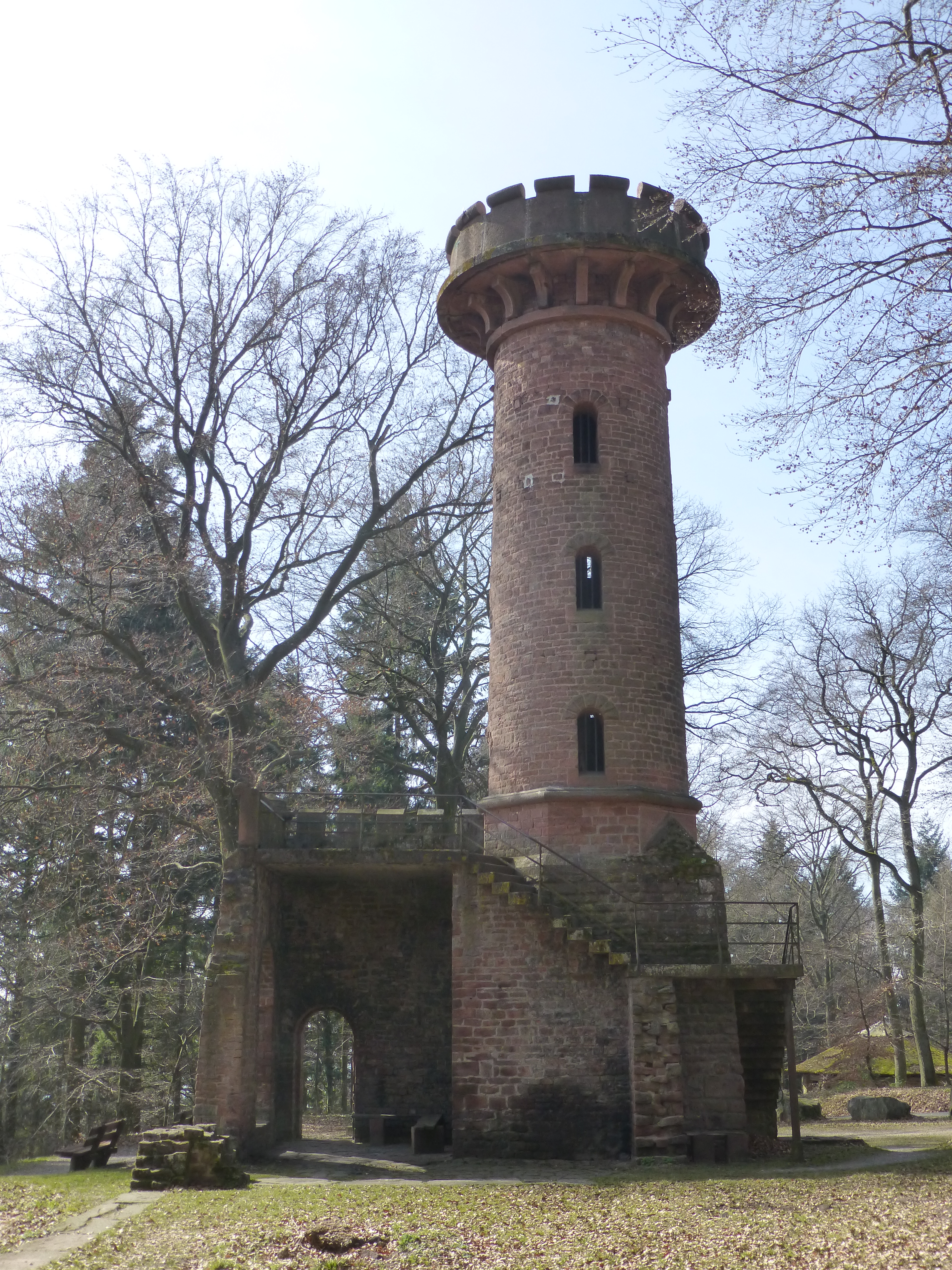
Blick vom Ostrand des Stephansklosters westsüdwestwärts zum Heiligenbergturm
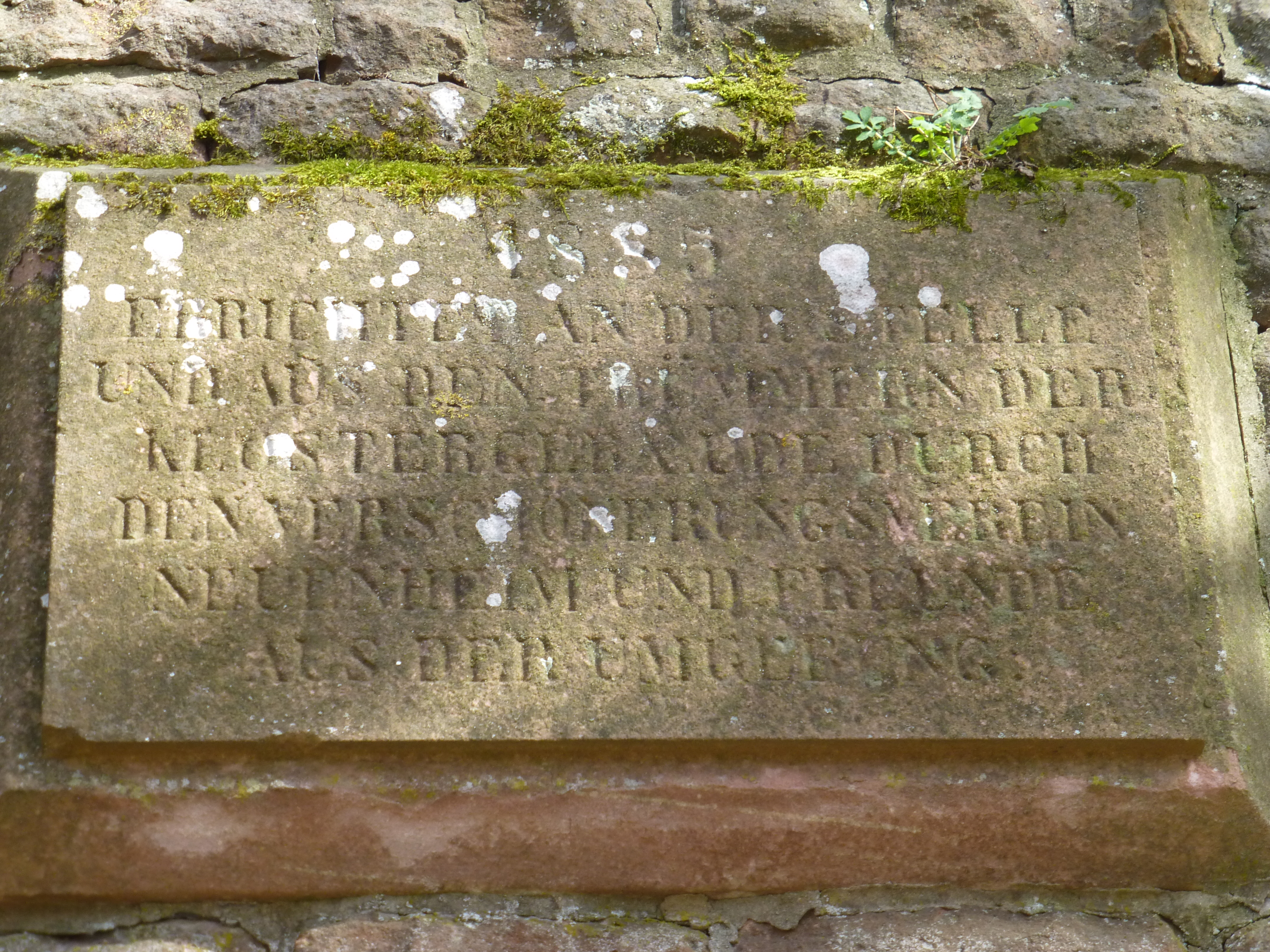
Gedenktafel zur Erinnerung an die Errichtung des Heiligenbergturms
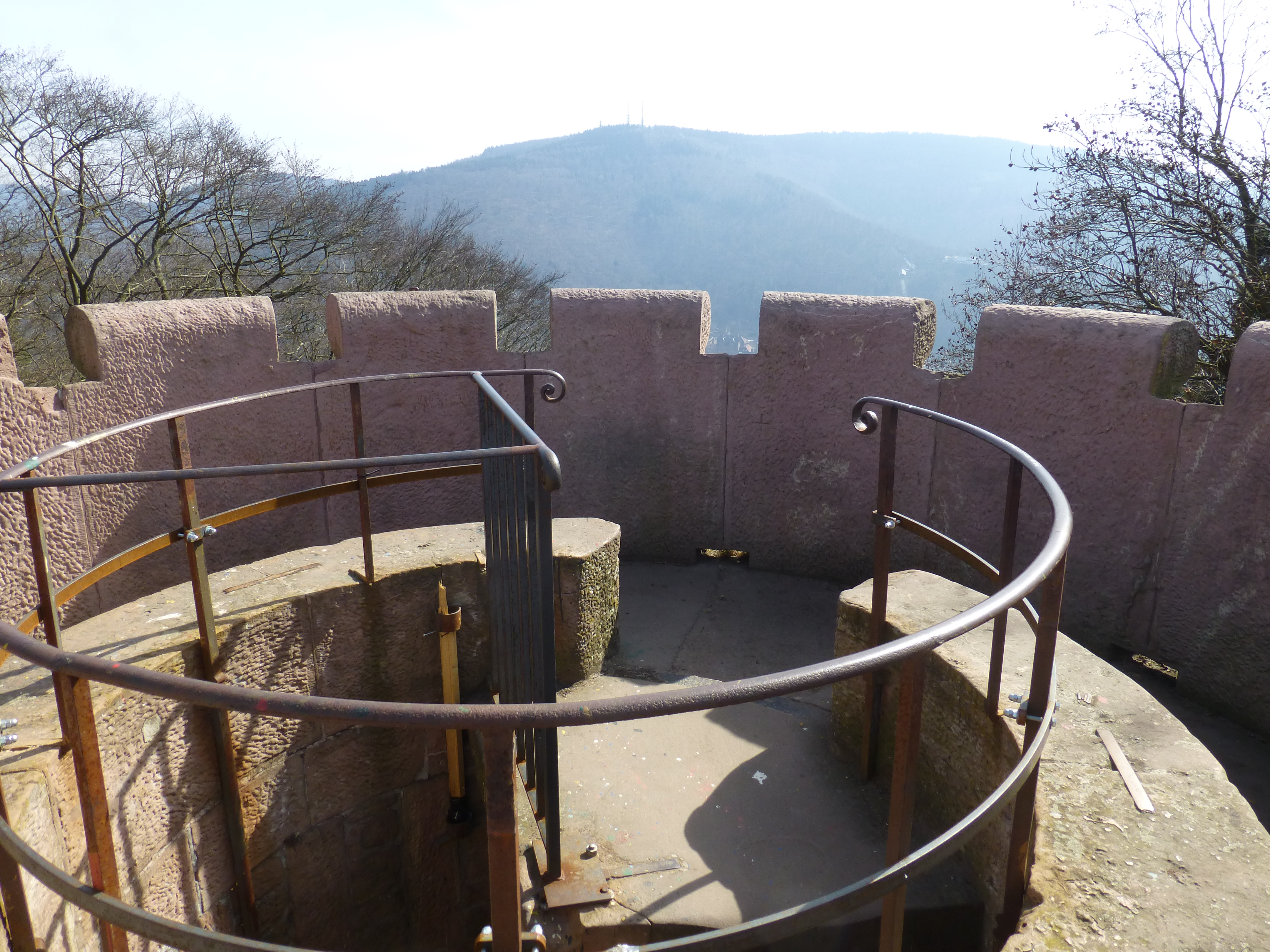
Aussichtsplattform mit Blick südwärts zum Königstuhl
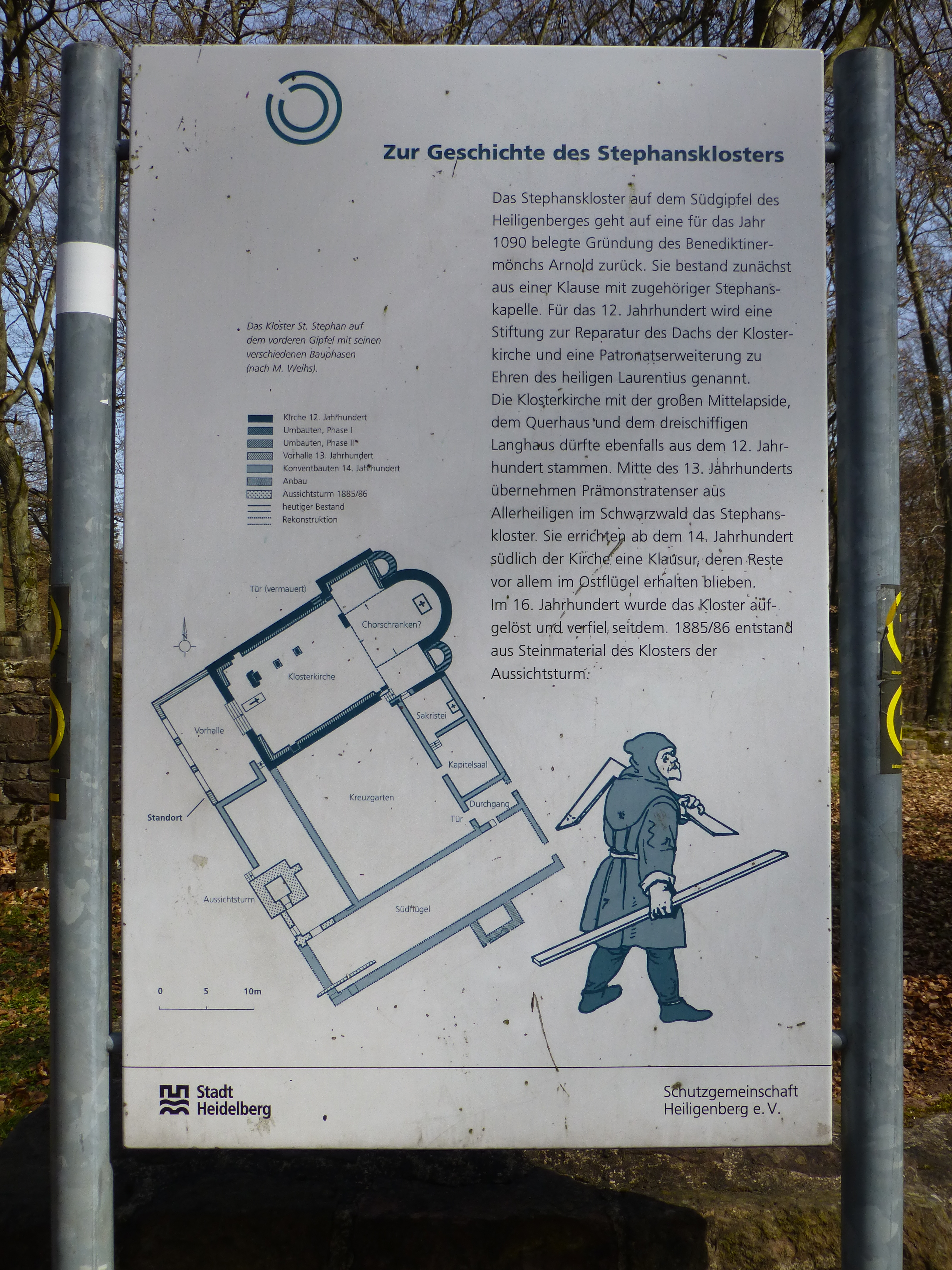
Informationstafel am Stephanskloster mit Lage des Heiligenbergturms
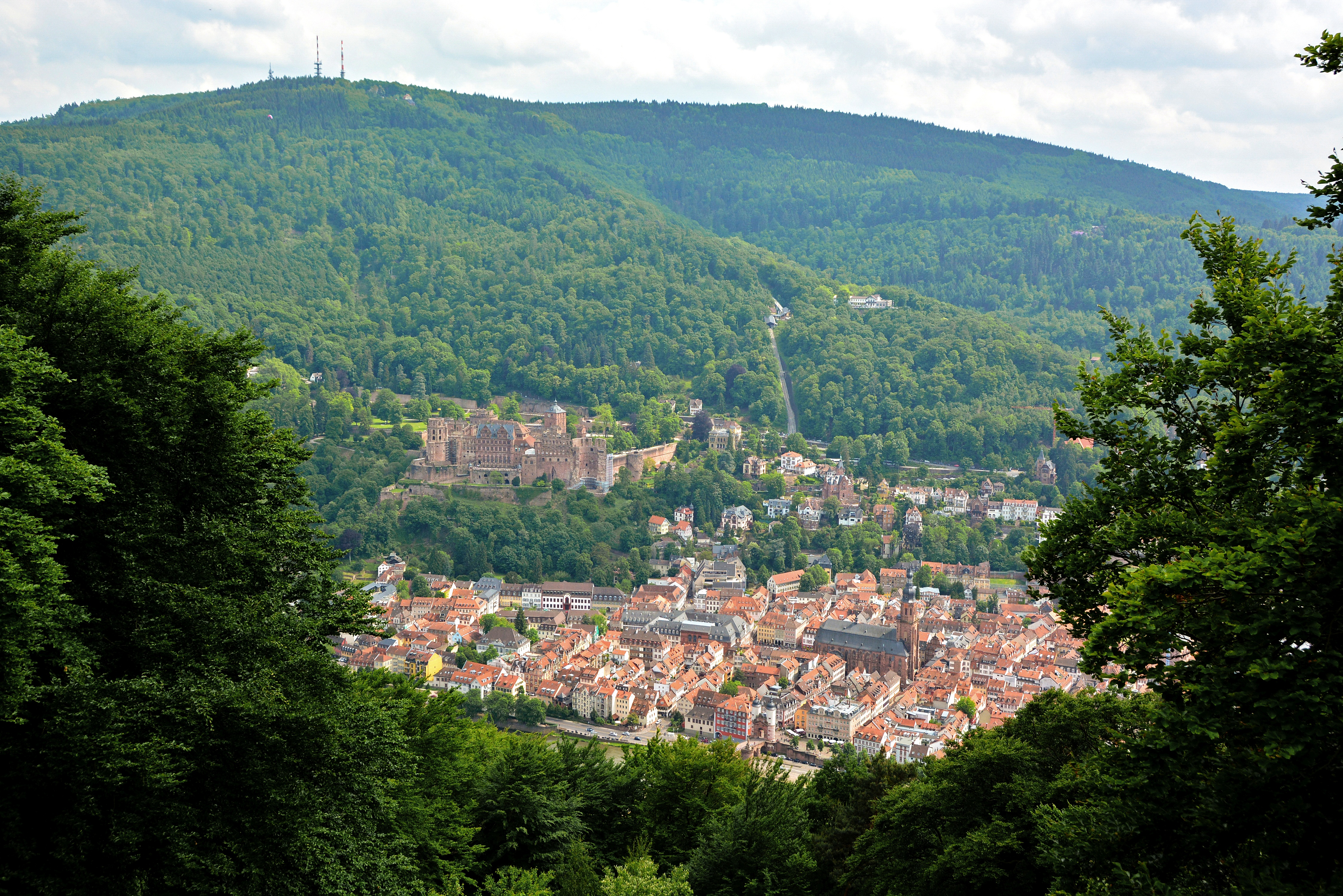
Blick vom Heiligenturm auf die Heidelberger Altstadt und den Königstuhl
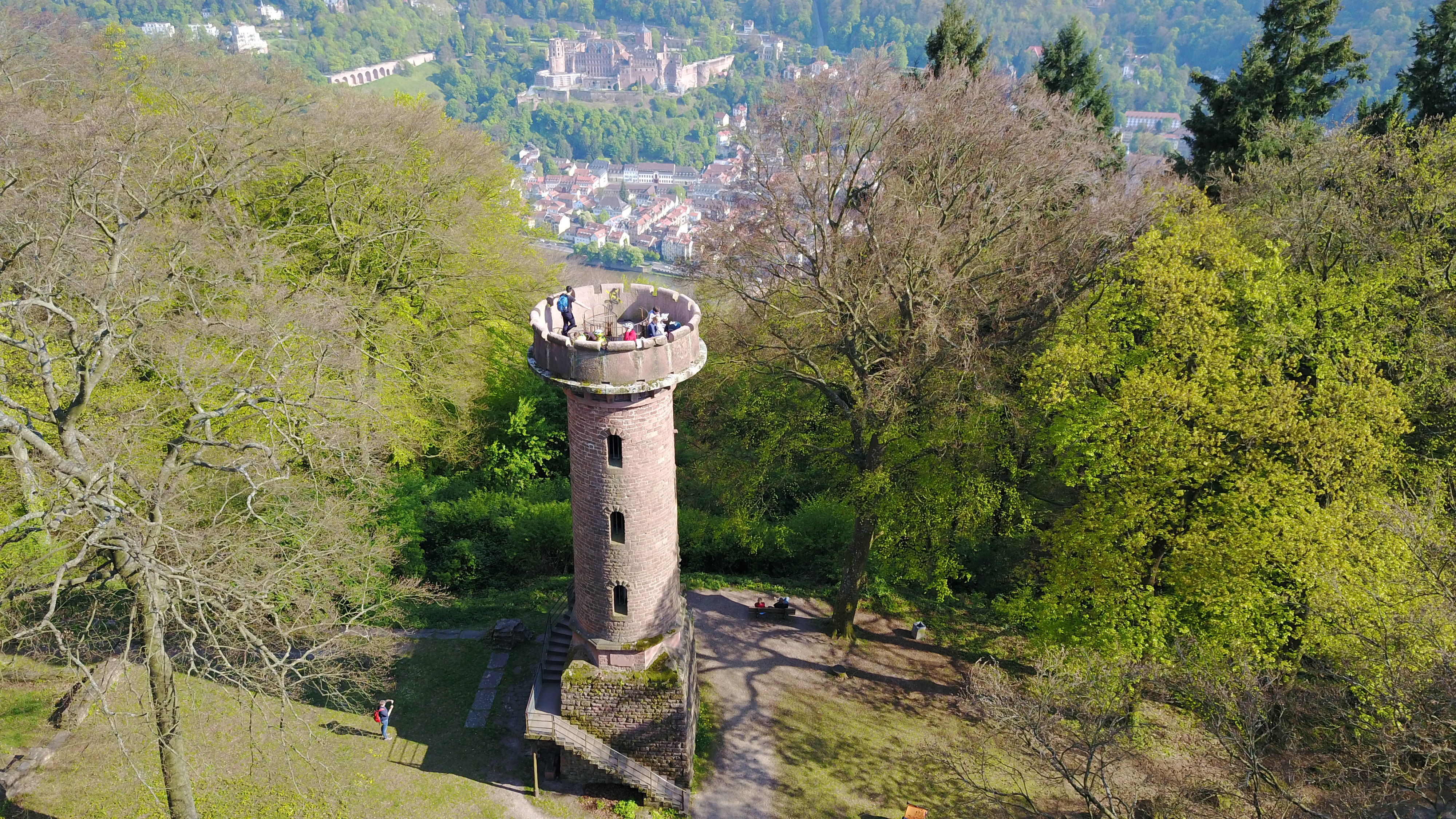
Heiligenbergturm Luftaufnahme mit Heidelberger Schloss im Hintergrund